# Běluňka
Běluňka – czeska rzeczka na Podgórzu Karkonoskim (czes. Krkonošské podhůří), w jego wschodniej części, lewy dopływ Łaby.
Jej źródło znajduje się u miejscowości Střítež (okres Trutnov), we wschodniej części Podkrkonošske pahorkatiny, a ujście do Łaby w miejscowości Heřmanice nad Labem, na północ od miasta Jaroměř. Jedynym większym (prawym) dopływem jest Hajnický potok.
Długość rzeki wynosi 24,3 km, powierzchnia zlewni zajmuje 47,8 km².